# Apiomeris jacobsoni
Apiomeris jacobsoni är en mångfotingart som beskrevs av Filippo Silvestri 1917. Apiomeris jacobsoni ingår i släktet Apiomeris och familjen klotdubbelfotingar. Inga underarter finns listade i Catalogue of Life.